# Église Saint-Pancrace de Schwetzingen
Pour les articles homonymes, voir Église Saint-Pancrace.
L'église Saint-Pancrace est une église baroque de Schwetzingen en Allemagne datant du XVIIIe siècle. Cette église catholique est dédiée à saint Pancrace.

## Historique
Les documents écrits les plus anciens faisant état d'une paroisse à Schwetzingen font mention de la date de 1305, et la dédicace à saint Pancrace de 1435. Un cimetière est aménagé autour de l'église et la place du marché du côté ouest.
À l'époque de la Réforme protestante au XVIe siècle et ensuite la communauté de Schwetzingen subit sept fois un changement de religion. L'église devient église simultanée en 1698 et après la déclaration religieuse du Palatinat en 1705, n'est plus réservée qu'au culte catholique et les temples des autres dénominations protestantes se retrouvent dans d'autres lieux.
Le château de Schwetzingen se construit au XVIIIe siècle et la ville s'agrandit en conséquence. L'ancienne église devient trop petite pour la paroisse en croissance. L'architecte de la cour, Sigismund Zeller, reçoit en 1736 la commande de la nouvelle église. La nef est bâtie en 1737–1739 et consacrée le 14 juin 1739 par l'évêque de Worms, Christian Albrecht Anton von Merle. L'ancien clocher est démoli en 1750 après un effondrement. Le nouveau clocher construit selon les plans de Franz Wilhelm Rabaliatti est élevé à l'est de l'église en 1755. Les combles de l'église étaient encore utilisés à l'époque pour le séchage du tabac, mais des infiltrations d'eau finissent par mettre à mal l'ensemble. Des travaux de rénovation ont lieu en 1763–1765, ainsi que d'élargissement de la nef vers l'ouest, d'après les plans de Nicolas de Pigage.
Après l'abolition du Palatinat, l'église fait partie de l'archidiocèse de Fribourg dès le XIXe siècle. Une église filiale est construite après la Seconde Guerre mondiale (Sainte-Marie) qui constitue une paroisse indépendante entre 1970 et 2005 avant de dépendre à nouveau de Saint-Pancrace à cause de la baisse de la pratique religieuse.
L'église connaît des restaurations complètes en 1870, en 1931-1932 et en 2005–2007. La réforme de la liturgie d'après Vatican II oblige à des changements de mobilier dans les années 1970. Un nouvel orgue est placé en 2005, préservant le caractère baroque de l'intérieur de l'église. Une salle de prières est aménagée sous le chœur.

## Description
L'église possède une seule nef. Le chœur est de dimensions modestes. Des tribunes s'ouvrent de chaque côté du chœur. Celle de gauche accueille un orgue de chœur, les grandes orgues sont sur celle du fond, à l'ouest. L'église et le clocher sont de style baroque, mais lorsque la nef a été agrandie par l'ouest, c'est le style classique du début qui a été privilégié. C'est pourquoi la façade est résolument néoclassique. Près du portail d'entrée se dresse une statue de Vierge à l'Enfant. Elle porte une lance et l'Enfant Jésus, un sceptre.
Le maître-autel en bois date de 1739, avec des modifications ultérieures. Les deux autels latéraux datent de 1767, ainsi que la chaire. Ils sont décorés à la manière baroque de faux marbre, de piliers, de dorures et de rocailles avec des angelots. Deux grands anges flanquent le maître-autel, œuvre de l'entourage du sculpteur Paul Egell. De la même provéniance, on remarque une représentation du baptême de Jésus par Jean le Baptiste sur le dessus des fonts baptismaux, ainsi que des statues de saint Charles Borromée et saint François Xavier sur les murs de côté du chœur. Le grand tableau d'autel représente une Crucifixion avec un médaillon en haut représentant l'archange saint Michel. Le tabernacle date de la seconde moitié du XXe siècle, ainsi que les statues latérales de l'autel représentant saint Pierre et saint Paul et les nouveaux objets et mobiliers obligatoires depuis la dernière réforme liturgique.
Les fresques du plafond de l'église sont faites par les frères Hemberger de Karlsruhe et datent de 1931. Une allégorie de l'Ecclesia se trouve au-dessus du chœur, symbolisée par une femme portant un calice et une croix; au-dessus de la nef, c'est Marie qui est peinte comme Reine des Cieux, et au-dessus de la tribune du fond on remarque sainte Cécile, patronne de la musique.
L'orgue de chœur est installé par la maison Michael Weise de Plattling en 1967. Il possède huit registres. Les grandes orgues remplacent en 2005 celles de 1767. Elles viennent de la maison Mönch d'Überlingen. Elles ont trente-cinq registres et 2 207 tuyaux. Un festival d'orgues est organisé pendant le festival de Schwetzingen. 
| I Hauptwerk C–g3 |                |      |
| 1.               | Bourdon        | 16'  |
| 2.               | Principal      | 8'   |
| 3.               | Gedeckt/Flöte  | 8'   |
| 4.               | Viola di Gamba | 8'   |
| 5.               | Octave         | 4'   |
| 6.               | Blockflöte     | 4'   |
| 7.               | Quinte         | 2/3' |
| 8.               | Superoctave    | 2'   |
| 9.               | Sifflet        | 1'   |
| 10.              | Mixtur IV      | 1/3' |
| 11.              | Cornet V       | 8'   |
| 12.              | Trompete       | 8'   |
| 13.              | Vox humana     | 8'   |
|                  | Tremulant      |      |

| II Schwellwerk C–g3 |                 |       |
| 14.                 | Bourdon         | 8'    |
| 15.                 | Flaut travers   | 8'    |
| 16.                 | Salicional      | 8'    |
| 17.                 | Unda maris      | 8'    |
| 18.                 | Principal       | 4'    |
| 19.                 | Gemshorn        | 4'    |
| 20.                 | Nazard          | 2/3'  |
| 21.                 | Waldflöte       | 2'    |
| 22.                 | Terz            | 13/5' |
| 23.                 | Mixtur IV       | 1'    |
| 24.                 | Fagott          | 16'   |
| 25.                 | Trompette harm. | 8'    |
| 26.                 | Clairon         | 4'    |
| 27.                 | Hautbois        | 8'    |
|                     | Tremulant       |       |

| III Chororgel C–g3 |
| I.                 |
| II.                |
| III.               |
| IV.                |
| V.                 |
| VI.                |
| VII.               |

| Pedal C–f1 |              |     |
| 28.        | Principalbaß | 16' |
| 29.        | Subbaß       | 16' |
| 30.        | Octavbaß     | 8'  |
| 31.        | Gedecktbaß   | 8'  |
| 32.        | Choralbaß    | 4'  |
| 33.        | Bombarde     | 16' |
| 34.        | Trompetbaß   | 8'  |
| 35.        | Schalmey     | 4'  |

| Pedal (Chororgel) C–f1 |        |     |
| VIII.                  | Subbaß | 16' |

- Koppeln: II/I, I/P, II/P, III/I, III/II, III/P
- Nebenregister: Glockenspiel, 39 Glocken (c0 - d3), koppelbar an jedes Manualwerk
- Spielhilfen: elektronische Setzeranlage

Le clocher abrite neuf cloches. La cloche baptisée Marie date de 1484, d'autres de 1964.

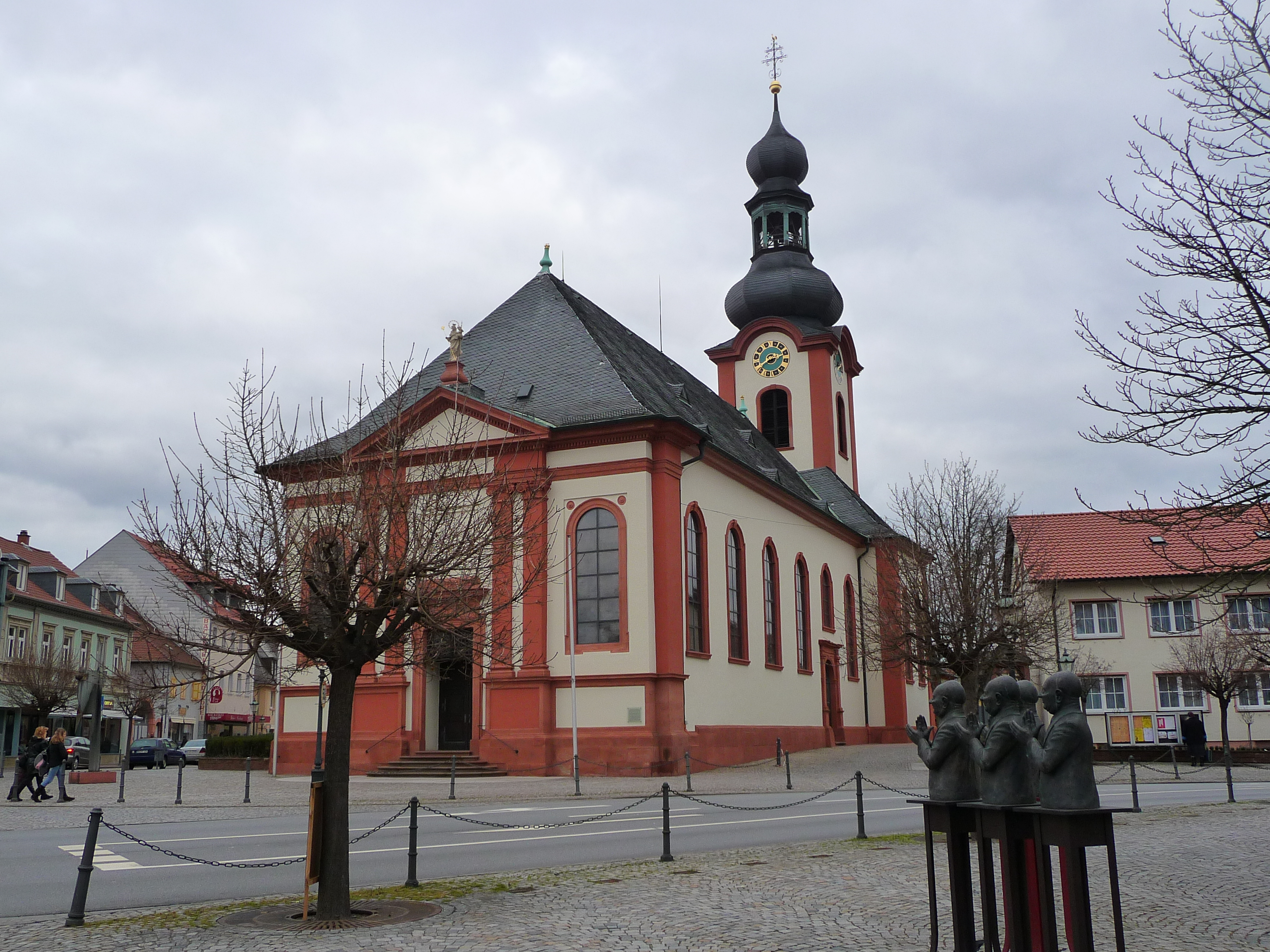
Église Saint-Pancrace de Schwetzingen
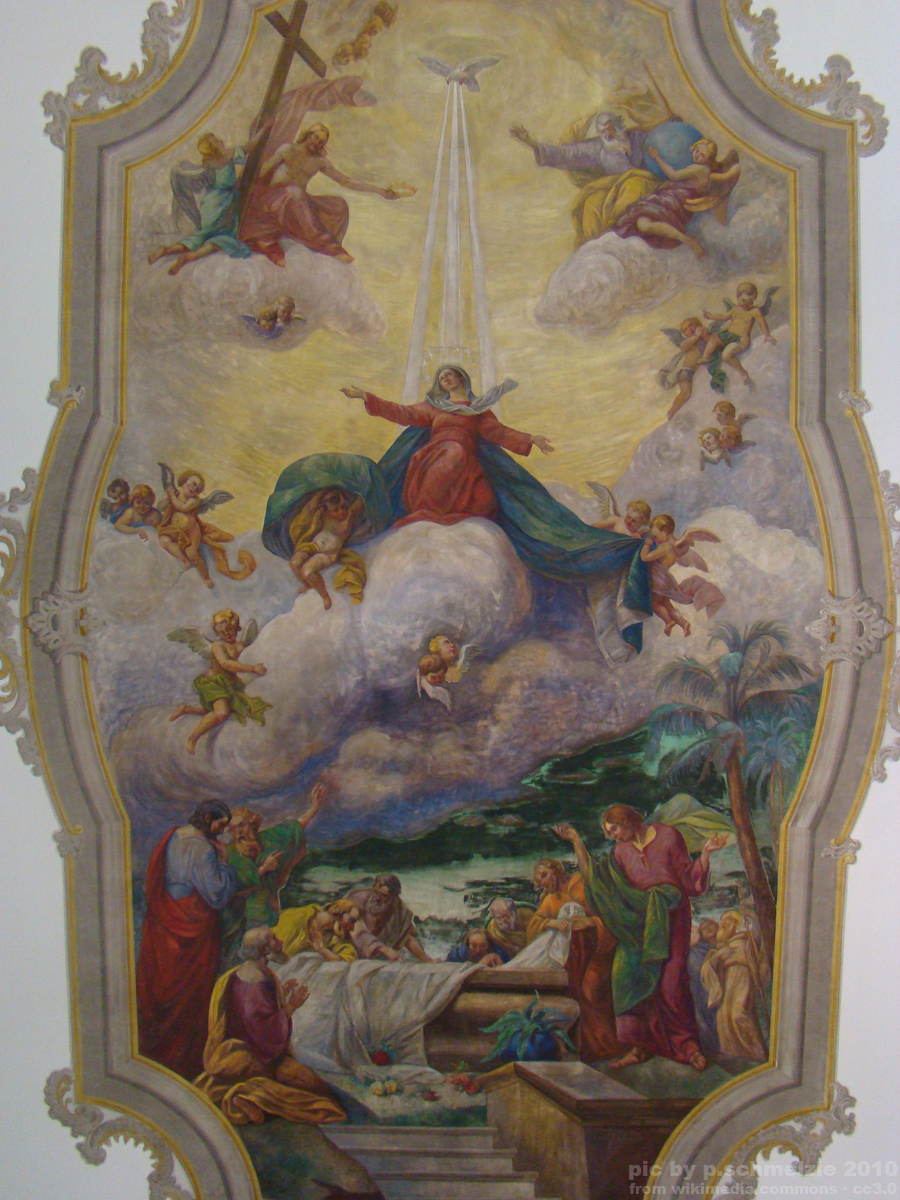
Fresque de la nef: Marie Reine des Cieux
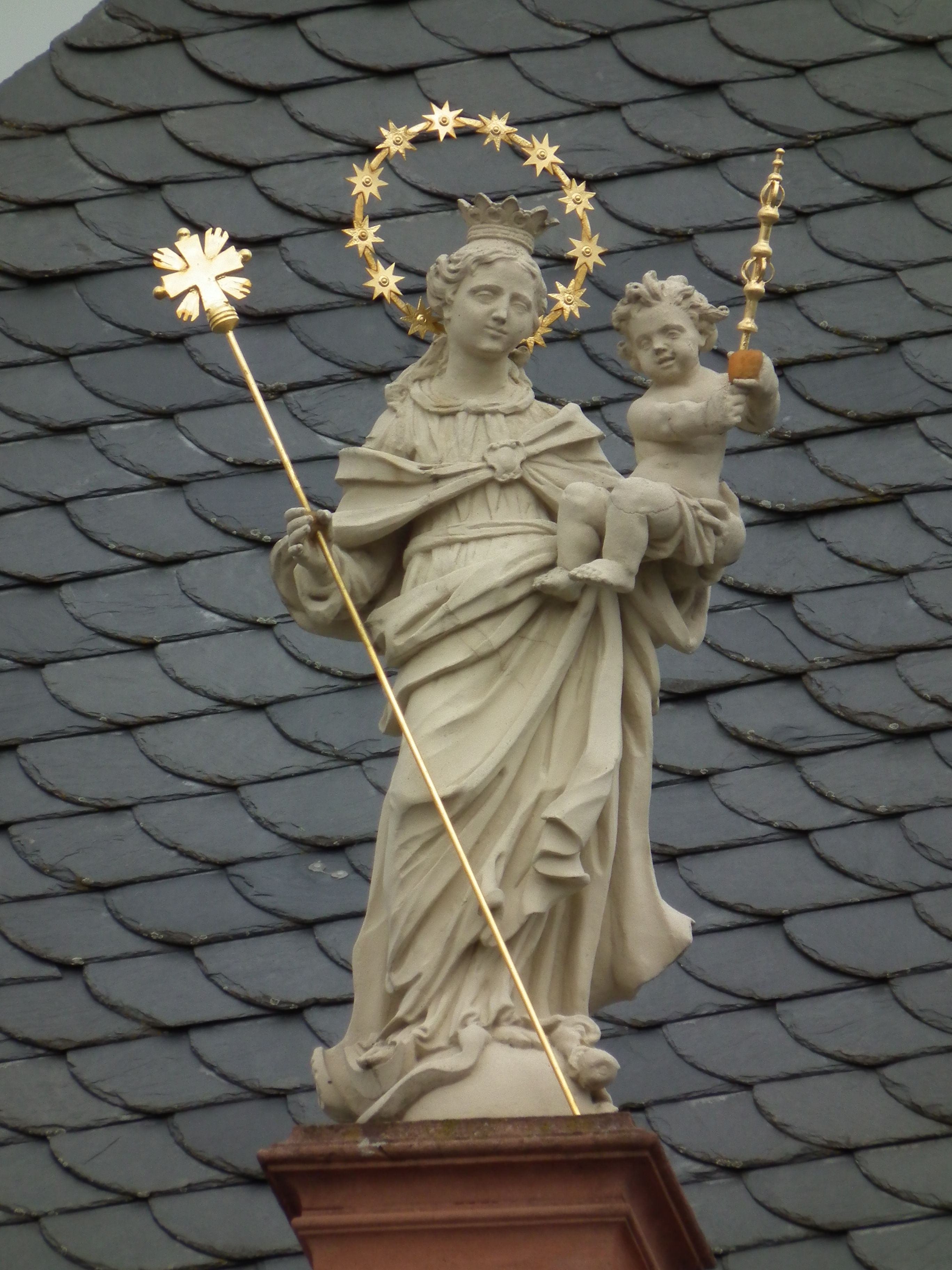
Vierge à l'Enfant
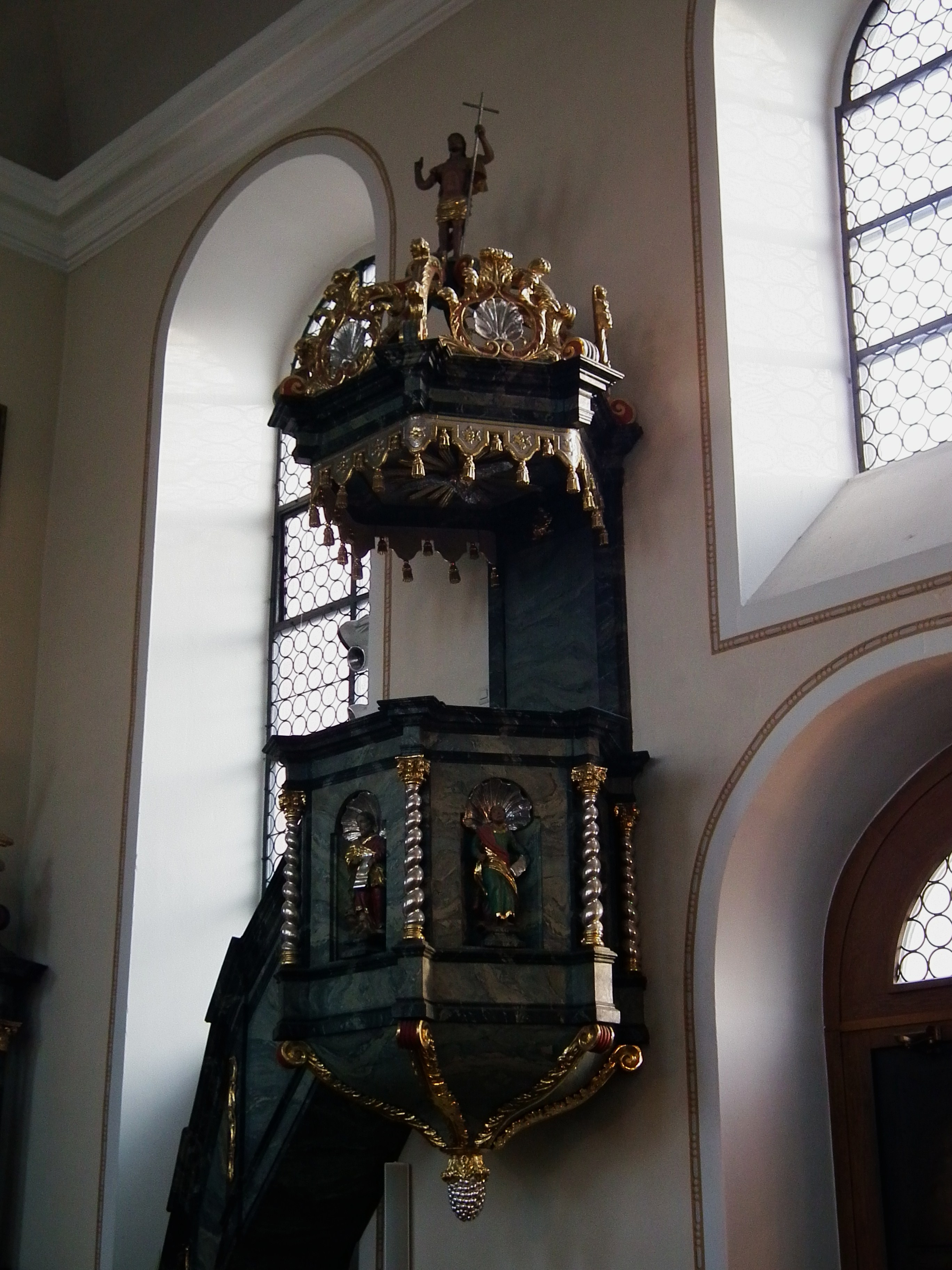
Chaire
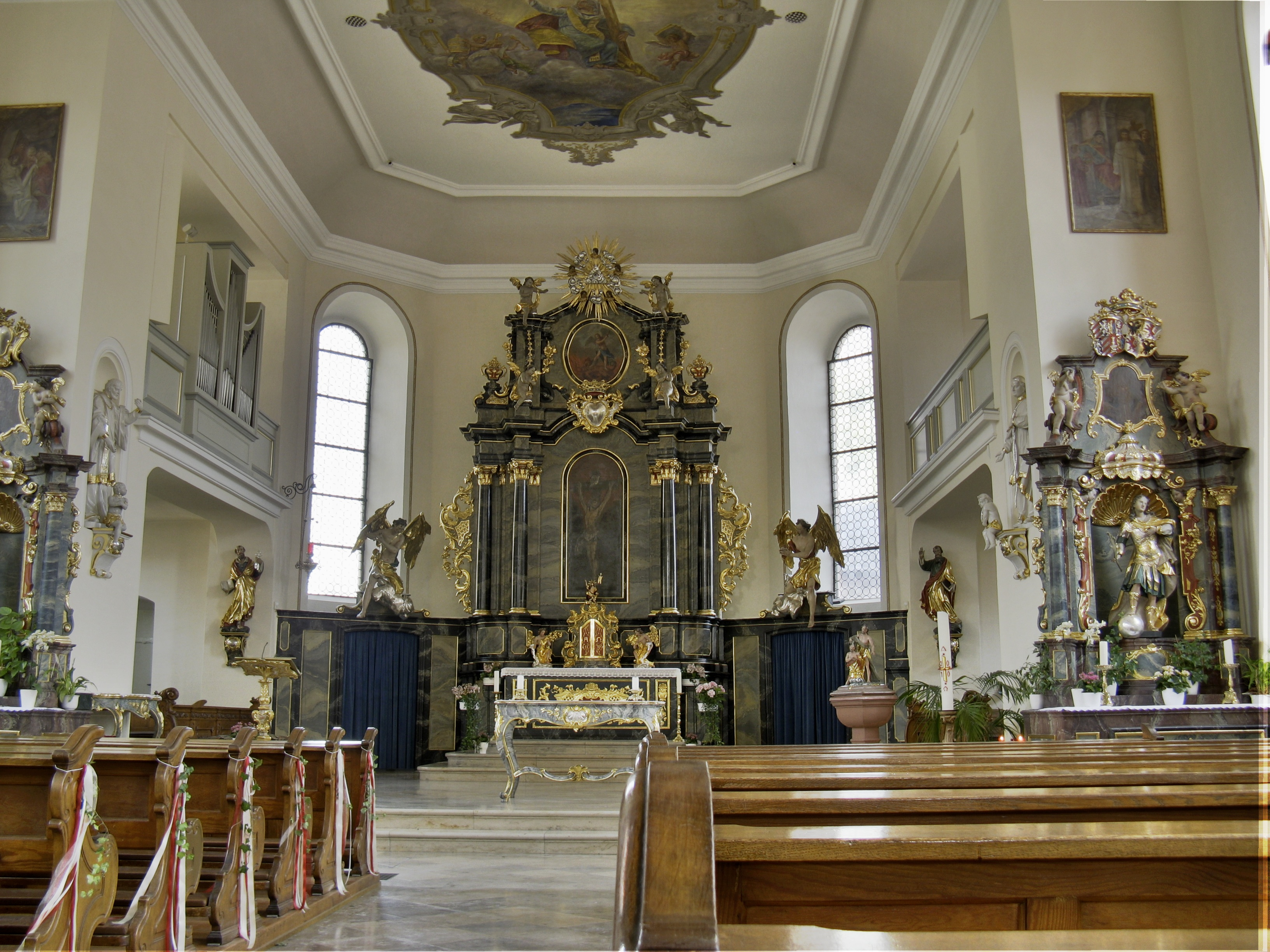
Vue du chœur
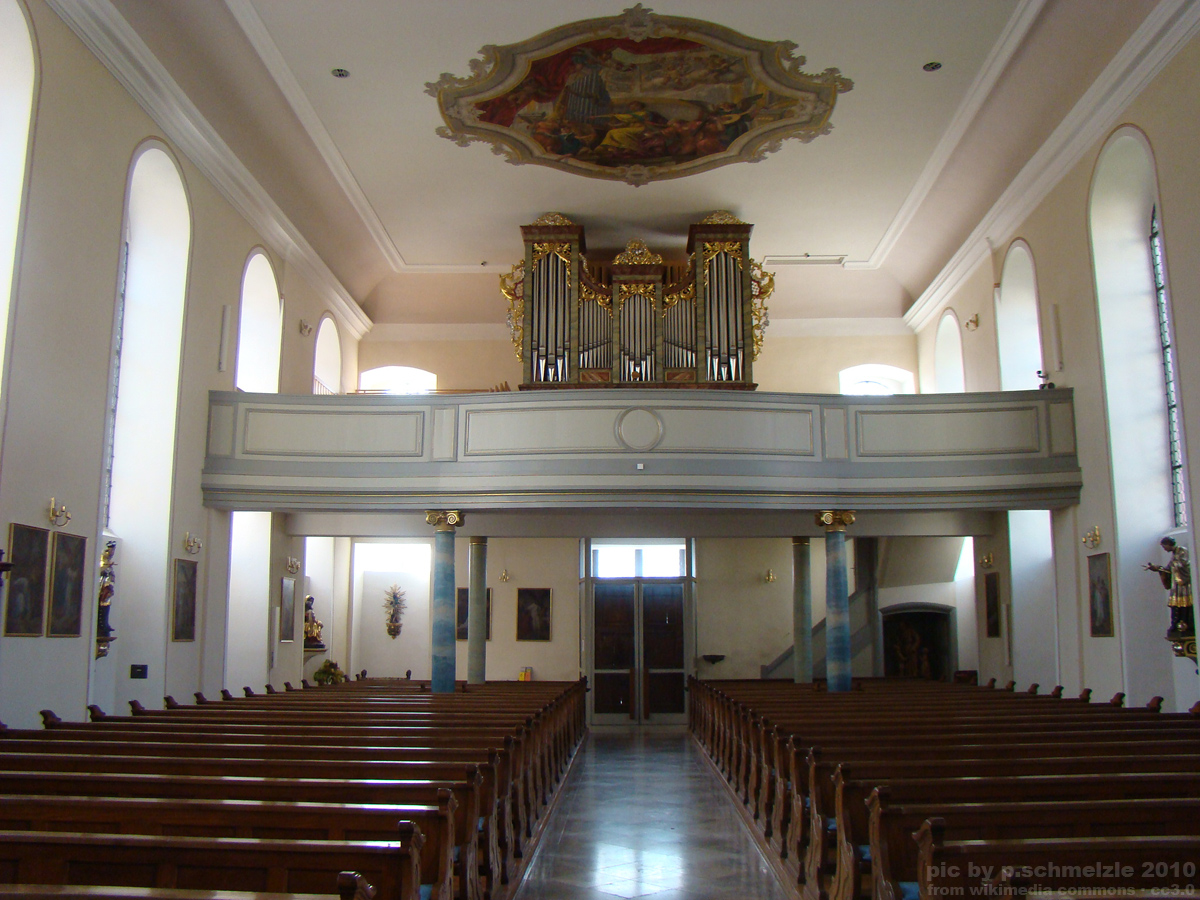
Vue de la tribune ouest et des grandes orgues

## Biographie
- (de) Otto Thielemann: Die katholischen Kirchen von Schwetzingen – St. Pankratius, St. Maria, St. Josef, Weiler im Allgäu, 2010

## Source de la traduction
- (de) Cet article est partiellement ou en totalité issu de l’article de Wikipédia en allemand intitulé « St. Pankratius (Schwetzingen) » (voir la liste des auteurs).